# Valleyheart
Valleyheart è il terzo album in studio del gruppo musicale darkwave statunitense She Wants Revenge, pubblicato nel 2011.

## Tracce
1. Take the World – 5:27
2. Kiss Me – 3:55
3. Up in Flames – 3:44
4. Must Be the One – 4:20
5. Not Just a Girl – 4:23
6. Reasons – 3:23
7. Little Stars – 4:28
8. Suck It Up – 6:16
9. Holiday Song – 3:52
10. Maybe She's Right – 5:31

## Formazione
- Justin Warfield – voce, chitarra, tastiere
- "Adam 12" Bravin – basso, tastiere, chitarra, drum machine, percussioni, programmazioni, voce